# 9079 Gesner
9079 Gesner è un asteroide della fascia principale. Scoperto nel 1994, presenta un'orbita caratterizzata da un semiasse maggiore pari a 2,9935627 UA e da un'eccentricità di 0,0703583, inclinata di 10,44318° rispetto all'eclittica.